# Welisław Wucow
Welisław Iwanow Wucow (bułg Велислав Вуцов, ur. 19 lipca 1967) – bułgarski piłkarz oraz trener piłkarski.
Jest synem piłkarza i byłego dwukrotnego selekcjonera reprezentacji Bułgarii, Iwana Wucowa.

## Kariera szkoleniowa
Jest wychowankiem Lewskiego Sofia, jednak ani w tym, ani w żadnym innym zespole, w którym grał, nie osiągnął znaczących sukcesów. W ciągu trwającej trzynaście lat kariery piłkarskiej zmieniał kluby średnio raz na sezon. Występował m.in. w Slawii Sofia, Czerno More Warna i w kilku drużynach z niższych lig.
W wieku trzydziestu dwu lat rozpoczął pracę szkoleniową w grającym w ekstraklasie Spartaku Warna. Z kolejnym klubem, Spartakiem Plewen, zanotował pierwsze poważne osiągnięcie w trenerskiej karierze: awans do ekstraklasy w sezonie 2000–2001. Jednak już w kolejnych rozgrywkach zespół ponownie powrócił na jej zaplecze.
Bez większych osiągnięć prowadził także Czerno More Warna i Marka Dupnicę.
W 2006 roku został trenerem drugoligowej Kaliakry Kawarna i wraz ze swoim asystentem, Antonim Zdrawkowem, poprowadził ją do największego sukcesu w jej historii: półfinału Pucharu Bułgarii. Drugoligowiec z Kawarny wyeliminował m.in. Czawdar Etropole i Łokomotiw Płowdiw, przegrał dopiero z Czerno More Warna. W lidze zaś zespół zajął drugą pozycję, co umożliwiło mu grę o miejsce w ekstraklasie w barażach. Tu jednak mocniejszy okazał się Minior Pernik, który wygrał po rzutach karnych.
Udana działalność w Kawarnie stała się przepustką do pracy w Lewskim Sofia. Po tym, jak latem 2008 roku zdymisjonowany został Stanimir Stoiłow, Wucow został jego następcą. Wcześniej wielokrotnie podkreślał, że Lewski, klub, z którym przez wiele lat związany był jego ojciec, to jego wymarzone miejsce pracy. Jednak jego przygoda z tym zespołem była znacznie krótsza: został zwolniony już po dwu meczach nowego sezonu, kiedy Lewski przegrał po 0:1 z Wichrenem Sandanskim (liga) i białoruskim BATE Borysów (eliminacje do fazy grupowej Ligi Europy). Wucow został zmieniony przez swojego asystenta, Emila Welewa.
Nieudana okazała się także praca w Slawii Sofia; został zwolniony po zajęciu z nią szóstego miejsca w lidze w sezonie 2009–2010. Jego miejsce ponownie zajął Welew.

## Sukcesy szkoleniowe
- awans do ekstraklasy w sezonie 2000–2001 ze Spartakiem Plewen
- półfinał Pucharu Bułgarii 2007–2008 z Kaliakrą Kawarna